# 나나맘베레주

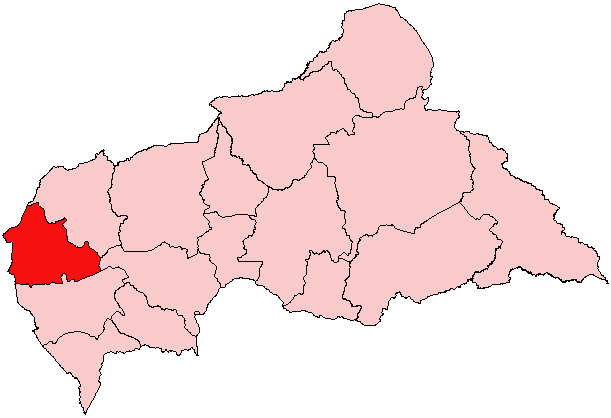
나나맘베레 주의 위치

나나맘베레주(Nana-Mambéré)는 중앙아프리카 공화국 서부에 위치한 주로, 주도는 부아르이며 면적은 26,600km2, 인구는 184,594명(2003년 기준)이다. 서쪽으로는 카메룬과 국경을 맞대고 있다.